# Locura
Locura è il quarto album in studio del rapper italiano Lazza, pubblicato il 20 settembre 2024 dalla Island Records e dalla 333Mob.

## Antefatti
Successivamente alla pubblicazione del terzo album in studio Sirio (2022) e alla partecipazione al Festival di Sanremo 2023 con il brano Cenere, il rapper ha dichiarato di aver intrapreso un percorso di psicoterapia. Al Festival di Sanremo 2024, presenta dal vivo in anteprima il singolo 100 messaggi, successivamente confermato come primo estratto dal disco.
Il 5 settembre 2024 il rapper ha tenuto un concerto presso Piazzale Angelo Moratti a Milano, chiamato "Locura Opera 1" trasmesso in diretta anche sul canale YouTube dell'artista, nel corso del quale ha cantato alcuni brani inediti e portando ospiti a sorpresa come Ghali e Sfera Ebbasta. Al termine dell'evento ha annunciato la data di pubblicazione dell'album Locura. e tramite un QR code ha dato la possibilità di preordinare alcune versioni esclusive dell'album in formato fisico. L'evento è stato poi trasmesso sul canale 9 a distanza di qualche giorno. L'11 settembre vengono rivelati la lista tracce e gli artisti coinvolti nel disco, tra cui il secondo estratto Zeri in più (Locura) in collaborazione con Laura Pausini, pubblicato il 13 settembre.

## Descrizione
Il progetto discografico si compone di diciannove tracce scritte e prodotte dallo stesso artista con numerosi autori e produttori, tra cui Drillionaire, Low Kidd, Takagi & Ketra, Davide Petrella, Jacopo Èt. L'album presenta otto collaborazioni, ovvero la soprammenzionata Laura Pausini, i rapper italiani Marracash, Guè, Sfera Ebbasta, Ghali, Kid Yugi e Artie 5ive e il rapper statunitense Lil Baby. Lazza ha dichiarato di essere stato ispirato nella scrittura dell'album da un viaggio negli Stati Uniti d'America compiuto nel corso del 2023, oltre che dalla sua carriera discografica e dalla gestione della fama.

## Accoglienza
| Recensione | Giudizio |
| ---------- | -------- |
| Newsic     | 7/10     |
| Rockol     | 7,5/10   |

Locura è stato accolto con recensioni favorevoli dal parte della critica musicale italiana. Claudio Cabona di Rockol scrive che «dal punto di vista produttivo e musicale, assolutamente pregevole» mescolando rap e pop con idee melodiche e soluzioni interpretative di livello superiore», apprezzando la vocalità del rapper «totalmente padrone della sua voce e delle sue varie sfumature». Cabona resta tuttavia meno entusiasta dei testi dei brani, poiché «quel buio, ascoltando le tracce, non fuoriesce con quel pathos che si sarebbe potuto immaginare».

## Tracce
1. Zeri in più (Locura) (feat. Laura Pausini) – 4:07 (testo: Jacopo Lazzarini, José Luis Perales – musica: Diego Vincenzo Vettraino, José Luis Perales)
2. Abitudine – 3:09 (testo: Jacopo Lazzarini – musica: Diego Vincenzo Vettraino, Sean Turk)
3. Fentanyl (feat. Sfera Ebbasta) – 3:08 (testo: Jacopo Lazzarini, Gionata Boschetti – musica: Diego Vincenzo Vettraino, Sean Turk, Nicolò Pucciarmati, Michael Hernandez)
4. Certe cose – 3:38 (testo: Jacopo Lazzarini, Davide Petrella – musica: Diego Vincenzo Vettraino, Riccardo Chiesa)
5. -3 (Perdere il volo) (feat. Marracash) – 2:59 (testo: Jacopo Lazzarini, Fabio Bartolo Rizzo – musica: Diego Vincenzo Vettraino)
6. Ghetto Superstar (feat. Ghali) – 4:01 (testo: Jacopo Lazzarini, Ghali Amdouni – musica: Diego Vincenzo Vettraino, Nicholas Arthur Weiss, Lorenzo Bassotti)
7. Male da vendere – 3:06 (testo: Jacopo Lazzarini – musica: Jacopo Lazzarini, Nicolò Pucciarmati)
8. Verdi nei viola – 3:03 (testo: Jacopo Lazzarini – musica: Jacopo Lazzarini, Nicolò Pucciarmati)
9. Canzone d'odio (feat. Lil Baby) – 2:42 (testo: Jacopo Lazzarini, Dominique Armani Jones – musica: Jacopo Lazzarini, Nicolò Pucciarmati, Diego Vincenzo Vettraino)
10. Casanova (feat. Artie 5ive) – 2:51 (testo: Jacopo Lazzarini, Ivan Arturo Barioli – musica: Diego Vincenzo Vettraino, Nicolò Pucciarmati, Francesco Turolla, Lorenzo Bassotti)
11. Estraneo (feat. Guè) – 3:22 (testo: Jacopo Lazzarini, Cosimo Fini – musica: Diego Vincenzo Vettraino, Claudio Guarcello)
12. Hot – 3:36 (testo: Jacopo Lazzarini – musica: Diego Vincenzo Vettraino, Amritvir Singh, Andrea Nardi)
13. Mezze verità (feat. Kid Yugi) – 3:23 (testo: Jacopo Lazzarini, Francesco Stasi – musica: Diego Vincenzo Vettraino, Lorenzo Paolo Spinosa, Luca Faraone)
14. Safari – 3:07 (testo: Jacopo Lazzarini – musica: Diego Vincenzo Vettraino)
15. Giorno da cani – 2:37 (testo: Jacopo Lazzarini – musica: Diego Vincenzo Vettraino, Lorenzo Paolo Spinosa)
16. Buio davanti – 3:09 (testo: Jacopo Lazzarini, Jacopo Èttorre – musica: Alessandro Merli, Fabio Clemente)
17. 100 messaggi – 4:04 (testo: Jacopo Lazzarini – musica: Jacopo Lazzarini, Diego Vincenzo Vettraino, Nicolò Pucciarmati, Guillermo Moreno Romero, Denis Lesjak)
18. Dolcevita – 3:23 (testo: Jacopo Lazzarini – musica: Diego Vincenzo Vettraino, Lorenzo Paolo Spinosa)

Traccia bonus dell'edizione digitale
1. OverFOURe – 2:59 (testo: Jacopo Lazzarini – musica: Fryderyk Chopin, Diego Vincenzo Vettraino, Lorenzo Paolo Spinosa)

## Successo commerciale
Locura ha debuttato in cima alla classifica FIMI Album; ad una settimana dalla pubblicazione, viene inoltre certificato disco di platino per aver superato la soglia delle 50 000 unità equivalenti.

## Classifiche

### Classifiche settimanali
| Classifica (2024) | Posizione massima |
| ----------------- | ----------------- |
| Italia            | 1                 |

### Classifiche di fine anno
| Classifica (2024) | Posizione |
| ----------------- | --------- |
| Italia            | 6         |